# Ali Baba geht in die Stadt
Ali Baba geht in die Stadt ist eine US-amerikanische Abenteuerkomödie mit Musicalelementen aus dem Jahr 1937. Die Produktion der 20th Century Fox entstand nach einer Erzählung von Gene Towne, C. Graham Baker und Gene Fowler.

## Handlung
Aloysius „Al“ Babson, ein Autogrammjäger auf dem Weg nach Hollywood, durchquert als Tramp mit dem Zug eine Wüstengegend und fällt versehentlich aus dem Waggon. Als er eine Horde Reiter auf sich zupreschen sieht, rennt er los. Er erreicht ein arabisch anmutendes Dorf, wo ihn die Reiter dann doch einholen und sich auf ihn stürzen.
Al kommt im Erste-Hilfe-Raum der 20th Century Fox wieder zu sich. Er erfährt, dass er sich in eine Filmszene verirrt und mit seinem unerwarteten Erscheinen einen Take für das Wüstenepos „Ali Baba“ ruiniert hat. Ein Angestellter des Studios bietet ihm Geld an, wenn er eine Erklärung unterschreibt, die das Studio von allen eventuellen Ansprüchen Als befreit. Die Krankenschwester Dinah versucht Al davon zu überzeugen, nicht zu unterschreiben. Doch als man Al die Möglichkeit bietet, als Komparse am Set zu bleiben und nach Autogrammen nachzufragen, willigt er dann doch ein. Dinah gibt Al eine Packung Schmerztabletten. Er soll um 12 Uhr zwei Stück davon einnehmen.
Al spielt einen der 40 Räuber, die in großen Fässern versteckt sind, um den Sultan Abdullah zu töten. Auftraggeber ist Prinz Musah, der Prinzessin Miriam, des Sultans Tochter, entführen will. Al meldet sich freiwillig, den Dieb zu spielen, der dem Sultan treu ergeben bleibt. Ein Blick auf die Uhr verrät Al, dass es zwei Uhr ist. Al macht den Fehler, die Zahlen zu verwechseln, und nimmt nun 12 der Tabletten ein, die ihn in einen tiefen Schlaf fallen lassen.
In seinem Traum findet sich Al im Bagdad des Jahres 937 wieder. Hier soll er hingerichtet werden. Als er seinen Häschern sagt, dass sein Name Al Babson ist, wird er als Ali Babas Sohn (im Original: Ali Baba’s Son) gepriesen. Er soll nun mit dem Sultan speisen und wird zum Palast gebracht. Unterwegs bemerkt Al viele arme Leute, die offensichtlich an Hunger leiden. Er überzeugt den Sultan, auch diese Leute zum Essen einzuladen, um damit einer drohenden Rebellion vorzubeugen. Es dauert nicht lange, und Al wird zum Premierminister gemacht. In seinem Amt ruft Al einige Projekte ins Leben, die an das New-Deal-Programm des US-Präsidenten Franklin Delano Roosevelt angelehnt sind. Er will die Armee auflösen, was Prinz Musah verärgert. Der plant nun, mit Hilfe der Sultana, einer der 365 Ehefrauen des Sultans, den Thron an sich zu reißen, Al zu enthaupten und Prinzessin Miriam, die seine Avancen stets abgewehrt hat, zu seiner Frau zu machen.
Inzwischen hat Al Deenah, die Tochter des Teppichwebers und Zauberers Omar, kennengelernt und sich in sie verliebt, während sich Miriam in Yusuf, den Sprecher der Bauernvereinigung, verliebt hat. Da eine Hochzeit zwischen einer Prinzessin und einem Mann aus dem Volk nicht erlaubt ist, schlägt Al vor, dass Abdullah als Sultan abdankt und sich zum Präsidenten wählen lässt. Al versucht alles, um Abdullah in den Augen seines Volkes als den richtigen Präsidenten vorzustellen. Doch die Wahl endet nicht mit einem Sieg Abdullahs. Al wird zum Präsidenten gewählt, was Abdullah an einen Betrug denken lässt. Er will Al zur Strafe in kochendem Öl sieden lassen. Als Frau verkleidet, flüchtet Al aus dem Palast und stolpert in das Lager Prinz Musahs, in dem er seine aufständischen Männer versammelt hat. Musah ist von der unbekannten verschleierten Frau fasziniert und bewundert ihren Tanzstil. Al kann Musah abwehren und sich in das Haus von Deenah flüchten. Hier versucht Omar, das richtige magische Kommando zu finden, damit ein Schrank sich in die Luft erhebt. Al schlägt das Wort „Inflation“ vor, und der Schrank erhebt sich prompt.
Al ist in den Schrank geklettert und überfliegt den mit seinen Männern eintreffenden Prinz Musah. Al jagt die Männer mit einem brennenden Seil auseinander. Musah ignoriert die Flammen und klettert an dem Seil hinauf. Auf dem Schrank, der nun auch zu brennen beginnt, kämpfen Al und Musah miteinander. Al kann Musah niederschlagen, fällt jedoch dabei in die Tiefe.
Al erwacht aus seinem Traum und wird vom Regisseur entlassen. Später geht er zusammen mit Dinah zu dem Kino, in dem der Film seine Premiere hat. Der Schauspieler Tony Martin begrüßt die Ehrengäste, unter ihnen auch Eddie Cantor, der sich von den vielen Autogrammjägern belästigt fühlt. Als Cantor in Richtung der begeisterten Dinah winkt, rollt Al aufgebracht mit den Augen und fragt: „Was hat er, was ich nicht habe?“

## Hintergrund
Der Film feierte am 15. Oktober 1937 in Hollywood seine Premiere.
Ehrengäste der im Film gezeigten Premierenfeier, die tatsächlich die Premiere einer anderen Produktion der Fox (Rekrut Willie Winkie) zeigten, waren u. a. Dolores del Río, Douglas Fairbanks sr., Jack Haley, Sonja Henie, Victor McLaglen, Tyrone Power, Cesar Romero, Ann Sothern sowie Shirley Temple mit ihren Eltern. Kleinere Nebenrollen im Film spielten Lee J. Cobb und Warren Hymer. Einen Gastauftritt hatte Raymond Scott mit seinem Quintett.
Bei den Dreharbeiten kam es laut Angaben des Studios zu einem tödlichen Unfall. Die Arbeiter Philo Goodfriend und Harry Harsha wurden von dem ca. 700 kg schweren Schrank erdrückt, als der bei einer Probeaufnahme umkippte. Zwei weitere Männer, J. D. Bowman und Nick DeGenner, wurden bei dem Unfall verletzt.
Eddie Cantor, Musicalstar der 1920er und 1930er Jahre, stand bei Samuel Goldwyn unter Vertrag. Unzufriedenheit mit seinem Rollenfach führte dazu, dass Cantor den Vertrag auflöste und zu 20th Century Fox wechselte. Sein Vertrag mit Fox sah vor, dass er drei Filme für das Studio drehen sollte. Dafür sollte Fox ihm eine Million Dollar zahlen. Jedoch blieb Ali Baba Goes to Town der einzige Film, den Cantor für die Fox drehte.
Auch Eddie Cantor trug Verletzungen beim Dreh mit dem magischen Schrank davon. Bänderdehnungen, Hautabschürfungen und Quetschungen an den Knien waren die Folge davon, dass Cantor ohne Double die Szenen auf dem Schrank absolvierte. Die Vereinigung der Stuntmen macht ihn danach wegen seiner Leistungen zu einem Ehrenmitglied.

## Kritik
Dennis Schwartz bezeichnet den Film in seiner Kritik als flotte Fantasy-Musical-Komödie. David Butler bediene sich der damals erfolgreichen Formel des Verhöhnens von Arabern.

## Auszeichnungen
Sammy Lee erhielt 1938 eine Oscar-Nominierung in der ehemaligen Kategorie Beste Tanzregie für die Choreografie der Nummer Swing Is Here to Stay.